# مؤسسة كيرون للتعليم العالي والمفتوح
كيرون للتعليم العالي المفتوح، المعروفة سابقًا باسم جامعة كيرون وقبلها جامعة وينغز، هي مؤسسة اجتماعية غير ربحية ألمانية تأسست عام 2015 بهدف إزالة الحواجز أمام التعليم العالي للاجئين، من خلال تقديم برامج تعليمية رقمية ودعم أكاديمي. 

## التسمية
اشتُقّ اسم كيرون من شخصية "تشيرون" Χείρων (Cheírōn) في الأساطير اليونانية، التي تُجسّد الحكمة، والتعلّم، والإرشاد.

## التأسيس
انبثقت فكرة كيرون خلال مؤتمر حول قضية اللاجئين في 16 سبتمبر 2014، حيث التقى فينسنت زيمر وماركوس كريسلر. في ذلك الوقت، كان كلاهما يعملان بشكل تطوعي لدعم اللاجئين؛ زيمر في مبادرة "الدراسة دون حدود"، وكريسلر في تقديم الرعاية النفسية والاجتماعية للاجئين في برلين. كانا يتشاركان رؤية إنشاء مسار تعليمي يكون متاحًا للجميع دون تعقيدات بيروقراطية.
سرعان ما تلت ذلك مناقشات أولية مع الجامعات، ومقدمي الدورات عبر الإنترنت، وصناع القرار في مجالات السياسة والاقتصاد. وبحلول مارس 2015، اكتسبت الفكرة شكلًا ملموسًا وتم تأسيس كيرون، التي بدأت تحت اسم "جامعة وينغز"، قبل التخلي عن الاسم لاحقًا لأسباب تتعلق بالعلامات التجارية.
بعد فترة وجيزة، حصل فريق التأسيس، المكون من شركاء الشركة غير الربحية (gGmbH) فينسنت زيمر، ماركوس كريسلر، وكريستوف ستاودت، على منحة من وكالة "الأثر الاجتماعي " Social Impact، مما مكنهم من تشكيل فريق كبير من المتطوعين لدعم المشروع.
في خريف 2015، تم جمع أكثر من نصف مليون يورو لصالح المنظمة من خلال حملة تمويل جماعي على منصة Startnext، مما جعلها في ذلك الوقت الحملة الأكثر نجاحًا للأغراض الاجتماعية في ألمانيا.
وفقًا لكيرون، كان هناك 1250 طالبًا مسجلين في البرنامج خلال السنة الأولى بعد التأسيس. وبحلول أغسطس 2017، ارتفع العدد إلى 2700 طالب، وانتقل بعضهم بالفعل إلى إحدى الجامعات الشريكة.

## البرامج والخدمات
توفر كيرون منصة تعليمية افتراضية تتيح للطلاب بيئات تعلم مرنة، مدعومة بمفاهيم إقليمية للتعلم المدمج وبرامج توجيه مخصصة. يعتمد التعليم على الدورات المفتوحة المكثفة عبر الإنترنت (MOOCs)، مما يسهم في إزالة العقبات التي تواجه اللاجئين عند الالتحاق بالتعليم العالي، مثل نقص الموارد المالية، وضعف الكفاءة اللغوية، ومحدودية المقاعد الجامعية، وغياب الوثائق الرسمية مثل الشهادات المدرسية.
تتميّز كيرون بتقديم تعليم مجاني للطلاب بفضل الشراكات والداعمين، مما يتيح لهم بدء الدراسة عبر الإنترنت دون الحاجة إلى الوثائق المطلوبة عادةً. كما تمنحهم الوقت اللازم لإتقان اللغة المحلية وتسوية قضايا التمويل والوثائق.
صممت كيرون برنامج دراسات عبر الإنترنت يتيح للاجئين الوصول إلى التعليم العالي بشكل مرن، مع إمكانية احتساب الإنجازات الأكاديمية التي يحققها الطلاب فيها عند انتقالهم إلى إحدى الجامعات الشريكة للحصول على درجة بكالوريوس معتمدة. ومع ذلك، فإن كيرون ليست جامعة معترفًا بها رسميًا. اعتبارًا من أغسطس 2017، كانت المؤسسة متعاونة مع 45 جامعة.
إلى جانب التعليم، توفر كيرون برامج دعم تهدف إلى إعداد الطلاب للحياة الجامعية وتعزيز اندماجهم طويل الأمد في مجتمعاتهم الجديدة، من خلال تمكينهم من المشاركة الثقافية والاقتصادية والاجتماعية، مما يساعدهم على استعادة استقلاليتهم وتحقيق حياة مستقرة.

## فريق العمل
تدير كيرون فريق أساسي يضم حوالي 70 شخصًا، إلى جانب أكثر من 400 متطوع وداعم - من رواد الأعمال الاجتماعيين، اللاجئين، الطلاب، العاملين في مجالات دعم اللاجئين، الباحثين، والشركاء من القطاعات الاقتصادية والسياسية. يرافق هذا العمل شبكة من المستشارين الخارجيين وبرامج دعم ومجلس استشاري. بالإضافة إلى المقر الرئيسي في برلين ومكتب في ميونخ، تتواجد كيرون في بلدين آخرين هما فرنسا والأردن.

## الشراكات
تتعاون كيرون مع منصات تعليمية رائدة مثل edX وCoursera لتوفير محتوى دراسي قائم على الدورات المفتوحة المكثفة عبر الإنترنت (MOOCs). كما ترتبط بشراكات أكاديمية مع 45 جامعة في ثمانية بلدان، من بينها:
- جامعة RWTH آخن[13]
- جامعة العلوم التطبيقية في لوبيك
- جامعة لويفانا
- جامعة Sciences Po في باريس

بالإضافة إلى ذلك، تعد كيرون عضوًا في شبكة رواد الأعمال الاجتماعيين في ألمانيا، مما يعزز دورها في دعم الابتكار الاجتماعي في مجال التعليم العالي.

## التمويل
تُقدم كيرون برامجها التعليمية مجانًا للاجئين، بفضل تمويلها من مصادر متعددة، تشمل القطاع العام، والمؤسسات، والشركات، إلى جانب الرعاية والتبرعات الخاصة. كما تسعى المؤسسة إلى تطوير نماذج تمويل مستدامة لضمان استمرارية خدماتها. في عامها الأول، نجحت كيرون في جمع نحو ثلاثة ملايين يورو، وحظيت بدعم مؤسسة شوبفلين التي قدمت 1.5 مليون يورو حتى نهاية عام 2018. وفي سبتمبر 2016، منحت وزارة التعليم والبحث الألمانية المؤسسة 2.1 مليون يورو لتمويل عملياتها على مدى 13 شهرًا. كما قدم اقتصاد برلين دعمًا ماليًا بلغ 15 مليون يورو لتمويل كيرون و22 مشروعًا تعليميًا آخر في عام 2016. ومن بين أبرز الجهات الداعمة كيرون: مؤسسة برتلسمان، مؤسسة بي إم دبليو هربرت كواندت، فولكس فاجن، دويتشه تيليكوم، بنك يو بي إس ، وإرنست ويونغ.